# West Virginia Mountaineers
West Virginia Mountaineers (español: Montañeros de Virginia Occidental) es el nombre de los equipos deportivos de la Universidad de Virginia Occidental, situada en Morgantown, Virginia Occidental. Los equipos de los Mountaineers participan en las competiciones universitarias de la NCAA, en la Big 12 Conference.

## Programa deportivo
Los Mountaineers participan en las siguientes modalidades deportivas:
| - Masculino - Béisbol - Baloncesto - Fútbol - Fútbol Americano - Golf - Natación - Lucha | - Femenino - Baloncesto - Cross - Fútbol - Remo - Natación - Tenis - Atletismo - Atletismo en pista cubierta - Voleibol - Gimnasia | - Coeducacional - Rifle |

### Baloncesto

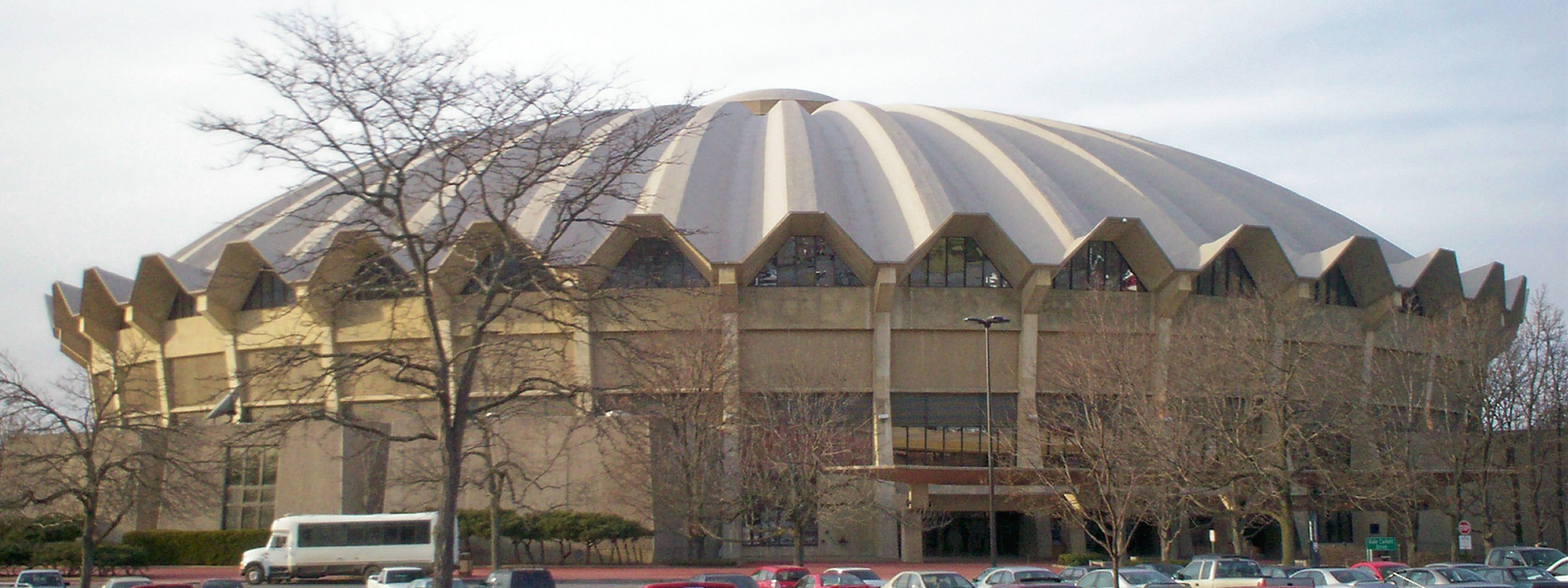
WVU Coliseum.

A lo largo de su historia, los Mountaineers han llegado en 20 ocasiones a la fase final del torneo de la NCAA (la última de ellas en 2006, siendo su mejor clasificación en 1959, cuando perdió la final ante la Universidad de California. Además, han ganado en dos ocasiones el torneo NIT, en 1942 y en 2007.
12 jugadores de West Virginia han llegado a jugar en la NBA, y dos de ellos fueron número 1 del Draft: Mark Workman y Rod Hundley, en 1952 y 1957 respectivamente, pero ninguno de ellos tuvo una trayectoria destacada en profesionales. El más destacado de todos es sin duda Jerry West, miembro del Basketball Hall of Fame, y cuya silueta se utilizó para componer el actual logo de la NBA.